# Ģ
Ģ, Ģģ – litera alfabetu łacińskiego używana w języku łotewskim. Jest przyporządkowana głosce [ɟ]. Mała litera (ģ) przypomina dużą literę (Ģ), ale z odwróconym o 180° przecinkiem górnym.